# Pic Salado
El Pic Salado és una muntanya de 2.512,1 metres d'altitud que es troba dins del terme municipal de la Torre de Cabdella, al Pallars Jussà.
És a la part nord-oest del terme de la Torre de Cabdella, i centra una petita regió lacustre, la segona d'importància de la Vall Fosca, com els estanys Salado, Redó, de Travessan, Tancat, etc.